# Derek Wilkinson (Fußballspieler)
Derek Wilkinson (* 4. Juni 1935 in Stalybridge; † 13. September 2017 in Tameside) war ein englischer Fußballspieler. Der Offensivspieler bestritt zwischen 1954 und 1964 insgesamt 233 Pflichtspiele (57 Tore) für Sheffield Wednesday.

## Karriere
Wilkinson spielte im Großraum von Manchester für Stalybridge Celtic und Dukinfield Town, bevor er 1953 nach einem erfolgreichen Probetraining für £100 vom Erstligisten Sheffield Wednesday verpflichtet wurde. Wilkinson war bei Sheffield zunächst Amateur: er ging weiterhin seinem Beruf als Schellackpolierer nach, trainierte zwei Mal die Woche bei seiner früheren Mannschaft Stalybridge mit und kam nur für Spiele nach Sheffield. Nachdem er im November 1953 Vollzeitprofi wurde, gehörte er zwischen Januar 1954 und September 1957 nahezu ununterbrochen zum Aufgebot der Reservemannschaft. Einsätze für die erste Mannschaft in der Football League waren zunächst sporadisch, in seiner Debütsaison 1954/55 (erster Einsatz am 13. November 1954 als Rechtsaußen gegen Cardiff City) stand er in zwei Ligapartien auf dem Platz, als das Team in die Second Division abstieg. Auch am direkten Wiederaufstieg hatte er nur geringen Anteil, in seinen drei Saisoneinsätzen gelang ihm aber zumindest bei einem 3:1-Heimerfolg gegen den FC Middlesbrough sein erstes Pflichtspieltor für die erste Mannschaft.
Erstmals fest zum Kader gehörte Wilkinson auf der rechten Außenbahn in der Saison 1957/58, aber trotz neun Saisontoren in 27 Einsätzen – womit er hinter Roy Shiner (14 Tore) und Albert Quixall (11) drittbester Torschütze seiner Mannschaft war – stieg die Mannschaft erneut in die Zweitklassigkeit ab. Als Zweitligameister in der Spielzeit 1958/59 gelang dem Klub erneut der direkte Wiederaufstieg, Wilkinson hatte daran mit 12 Toren in 39 Einsätzen erheblichen Anteil, und auch eine Spielklasse höher setzte sich Sheffield Wednesday mit der Sturmreihe Wilkinson – Bobby Craig – Keith Ellis – John Fantham – Alan Finney in der Folge im oberen Tabellendrittel fest. Derweil mündeten die Leistungen des schnellen und geradlinig spielenden Flügelspielers auch in Nominierungen für Auswahlteams der Football League; im Oktober 1958 wirkte er an einem Auswahlspiel gegen die Scottish Football League (1:1) mit, im März 1959 gegen die League of Ireland (0:0).
Im FA Cup 1959/60 scheiterte er mit seinem Team erst im Halbfinale an den Blackburn Rovers (1:2), im Viertelfinale hatte er beide Treffer zum 2:0-Erfolg gegen den Stadtrivalen Sheffield United erzielt. Ein Jahr später belegte er mit Sheffield Wednesday den zweiten Platz in der Meisterschaft hinter Tottenham Hotspur. Im Messestädte-Pokal 1961/62 hatte Wilkinson fünf Auftritte und erreichte mit dem Team das Viertelfinale, nach Siegen über Olympique Lyon und die AS Rom wirkte er auch am 3:2-Heimerfolg gegen den CF Barcelona mit; bei der 0:2-Niederlage im Rückspiel stand er nicht im Aufgebot.
Ab der Saison 1960/61 kam Wilkinson wegen zunehmender Verletzungsprobleme nur noch in etwa der Hälfte der Saisonspiele zum Einsatz. Auch wurde er vermehrt auf den anderen Stürmerpositionen aufgeboten, zunächst als Linksaußen, später auch als Mittel- und Halbstürmer. Seinen letzten Pflichtspieleinsatz hatte er am 7. November bei einer 0:1-Niederlage gegen Manchester United im Old Trafford. Nach insgesamt 233 Pflichtspieleinsätzen und 57 Torerfolgen musste Wilkinson wegen einer anhaltenden Leistenverletzung im Mai 1965 bereits im Alter von 29 Jahren seine Karriere beenden.  Etwa ein Jahr später wohnten über 10.000 Zuschauer seinem Abschiedsspiel zwischen Sheffield Wednesday und einer All-Star-Mannschaft (mit Gordon Banks, Cec Coldwell, Graham Shaw, George Herd, Joe Shaw, Johnny Giles, Derek Dougan, George Eastham und George Mulhall) bei. 
Wilkinson kehrte nach seinem Karriereende nach Manchester zurück und übte bis 1978 wieder seinen erlernten Beruf als Schellackpolierer aus. Bis zu seinem Ruhestand im Jahr 2000 verdiente er seinen Lebensunterhalt als Gabelstaplerfahrer bei einem Hersteller von Kartonagenverpackungen in Stockport.  Sein Haus wurde im Februar 2014 bei einem Unwetter schwer beschädigt, über eine Crowdfunding-Kampagne sammelten Fans mehr als £5.000 um die Reparaturkosten zu decken. Wenig später war Wilkinson als Ehrengast bei einem Heimspiel von Sheffield Wednesday nochmals im Hillsborough Stadium. Wilkinson verstarb nach langer Krankheit 82-jährig im September 2017.